# Danh sách vụ cảnh sát bạo hành tại Hoa Kỳ
Danh sách những vụ cảnh sát bạo hành tại Hoa Kỳ là một danh sách biên soạn các trường hợp đã được chứng minh về sự tàn bạo trong hệ thống cảnh sát Hoa Kỳ, được gây ra bởi các nhân viên của tiểu bang, địa phương và các cơ quan thi hành luật pháp Liên bang tại Hoa Kỳ.
Những vụ hành hung xảy ra trong khi các thủ phạm đang thực thi pháp luật và xảy ra trong nhiều trường hợp khi thực hiện nhiệm vụ chính thức của họ tại thời điểm vụ việc.
Nhiều trường hợp khác nhau ghi nhận các nạn nhân đã bị tổn thương tâm lý và/hoặc bị thương tích cơ thể với những mức độ nghiêm trọng khác nhau, với một số bị giết chết trong hoặc sau khi vụ việc xảy ra.

## Minnesota
- 25 tháng 5 năm 2020: George Floyd, 46 tuổi, là người gốc Houston, Texas, đã mất việc vì dịch COVID-19. Ngay sau 8:00, chiều ngày 25 tháng 5, Ngày Tưởng niệm chiến sĩ, các sĩ quan Sở Cảnh sát thành phố Minneapolis đã trả lời tin nhắn "có người dùng tiền giả đang diễn ra" trên Đại lộ Chicago ở khu phố Powderhorn của thành phố Minneapolis. Theo WCCO, hàm ý là Floyd "đã cố gắng sử dụng các giấy tờ giả mạo tại một quán ăn gần đó". Theo một đồng sở hữu của Cup Foods, Floyd đã cố gắng sử dụng một tờ 20 đô la USD mà một nhân viên xác định là tiền giả. Theo cảnh sát, Floyd đang ở trong một chiếc xe gần đó và "dường như bị ma túy làm ảnh hưởng". Một phát ngôn viên của sở cảnh sát cho biết các sĩ quan đã ra lệnh cho anh ta ra khỏi chiếc xe, lúc đó anh ta "chống cự". Khiếu nại này bị mâu thuẫn bởi tất cả các bằng chứng video được phát hành về cuộc gặp gỡ. Theo cảnh sát thành phố Minneapolis, các sĩ quan "đã có thể bắt còng tay nghi phạm và lưu ý rằng anh ta dường như đang bị đau đớn về mặt y học", và đã gọi xe cứu thương. Không có vũ khí đã được sử dụng trong vụ bắt giữ, theo một tuyên bố từ cảnh sát thành phố Minneapolis. Theo Sở cứu hỏa Minneapolis, các nhân viên y tế đã di chuyển Floyd khỏi vị trí trên và đang thực hiện các biện pháp ép ngực và các biện pháp cứu sinh khác đối với một "người đàn ông không phản ứng, không xung động". Floyd đã được đưa đến Trung tâm y tế hạt Hennepin, nơi anh được tuyên bố là đã chết.

## Alabama
- 6 tháng 10 năm 2012: Gil Collar, 18 tuổi, anh ta là sinh viên trường Đại học Nam Alabama. Người sinh viên cao 5'4, nặng 140 lb đi đến đồn cảnh sát trong khuôn viên trường sớm vào sáng thứ Bảy. Collar đã cố gắng để mở một cánh cửa bị khóa và gõ một cửa sổ ở đồn cảnh sát. Một sĩ quan cảnh sát ra khỏi tòa nhà và súng rút ra. Video cho thấy rằng giang tay ra, lòng bàn tay hướng lên. Collar tiếp cận nhân viên, viên chức lùi lại, sau đó bắn Collar một lần vào ngực. Collar chưa bao giờ đứng gần hơn 4 ft đối với người viên chức và không có hành động lấy vũ khí của mình. Một sĩ quan thứ hai đến và hỗ trợ việc còng tay Collard. Anh ta đã chết vì vết thương do đạn bắn. Nhân viên cảnh sát có cả hai bình xịt hơi cay và dùi cui với anh ta[1][2].

## Arizona
- 5 tháng 5 năm 2011: Cựu quân nhân Iraq Jose Guerena bị bắn chết ở Pima County. Cảnh sát trưởng cơ quan SWAT nói rằng họ nghi ngờ Guerena là một phần của một hoạt động buôn bán ma túy (ông không dính líu). Các nhân viên cảnh sát ngăn cản xe cứu thương cho đến khi họ tìm kiếm các nhà. Các nhân viên thậm chí chỉa cả súng vào vợ và con trai 4 tuổi của Guerena. Cảnh sát trưởng quận Pima đã phát hành một video 1:17 phút của vụ việc.[3]

Các sai trái của SWAT đã bị xóa sạch tại Văn phòng luật sư Quận Pima và họ chưa bao giờ xin lỗi gia đình Guerena. Các nhân chứng hàng xóm cũng cho biết, các nhân viên SWAT xông vào nhà của họ sau vụ nổ súng và đe dọa họ, nhưng các sĩ quan đã chối.
Gia đình Guerena đã nộp đơn kiện, đòi bồi thường 20 triệu USD đối với các cơ quan có liên quan, nhưng không ai trả lời. Vợ góa của Guerena đã kiện với mục đích để cho bồi thẩm đoàn quyết định.
- 17 tháng 9 năm 2008: Cảnh sát Phoenix đến nhà của Tony Arambula, khi Arambula báo cáo một kẻ xâm nhập trong ngôi nhà của mình. Cảnh sát đến và nhìn thấy Arambula đang chỉa súng vào kẻ đột nhập, ông Brian Lilly nhầm anh ta với kẻ đột nhập và bắn vào anh ta sáu lần. Cảnh sát tuyên bố dối rằng Arambula quay lại và chỉa súng vào họ, nhưng Arambula cho biết tư thế đứng của ông ta chưa bao giờ hướng về họ. Sau đó, kẻ xâm nhập đã bị bắt và Arambula đã được đưa đến một bệnh viện. Mặc dù các cuộc thí nghiệm y tế và cuộc gọi 911 đã xác nhận phiên bản câu chuyện của Arambula là đúng, nhưng phía cảnh sát vẫn nhấn mạnh là các sĩ quan không làm gì sai. Gia đình Arambula đã đệ đơn kiện đòi bồi thường 5,75 triệu đô la, với lý do các sĩ quan dung túng những kẻ xâm nhập và không bao giờ điều tra vụ việc tiếp tục, ngược đãi, lôi kéo Arambula ra khỏi nhà trong lúc anh ta đang trọng thương, tìm đủ mọi cách hãm hại, đổ tội, vu cáo, và bưng bít chân tướng sự việc.[6].

## California
- 13 tháng 5 năm 2009: Sau một trận rượt đuổi dẫn đầu bởi một đơn vị của Sở Cảnh sát El Monte, đối tượng tình nghi Richard Rodriguez đã chạy trốn nhưng lâm vào ngõ cụt. Nhìn thấy cảnh sát xông tới và đã tự nằm xuống đất đầu hàng. Viên cảnh sát George Fierro, người đầu tiên đến nơi, đã đạp Rodriguez vào đầu. Sau một vài phút, 3 cảnh sát khác đã đến nơi, và Fierro làm động tác "high five" với một trong các đồng nghiệp.[7]

## Arkansas
- 7 tháng 3 năm 2006: Joseph Erin Hamley, một bệnh nhân tâm thần, bị bắn chết bởi quân nhân Larry Norman, trong khi đang nằm bất động trên mặt đất. Norman sau đó đã nhận tội giết người "cẩu thả" và gia đình Hamley chấp nhận bồi thường 1 triệu USD từ chính phủ.[8]